# Bab Zuweila

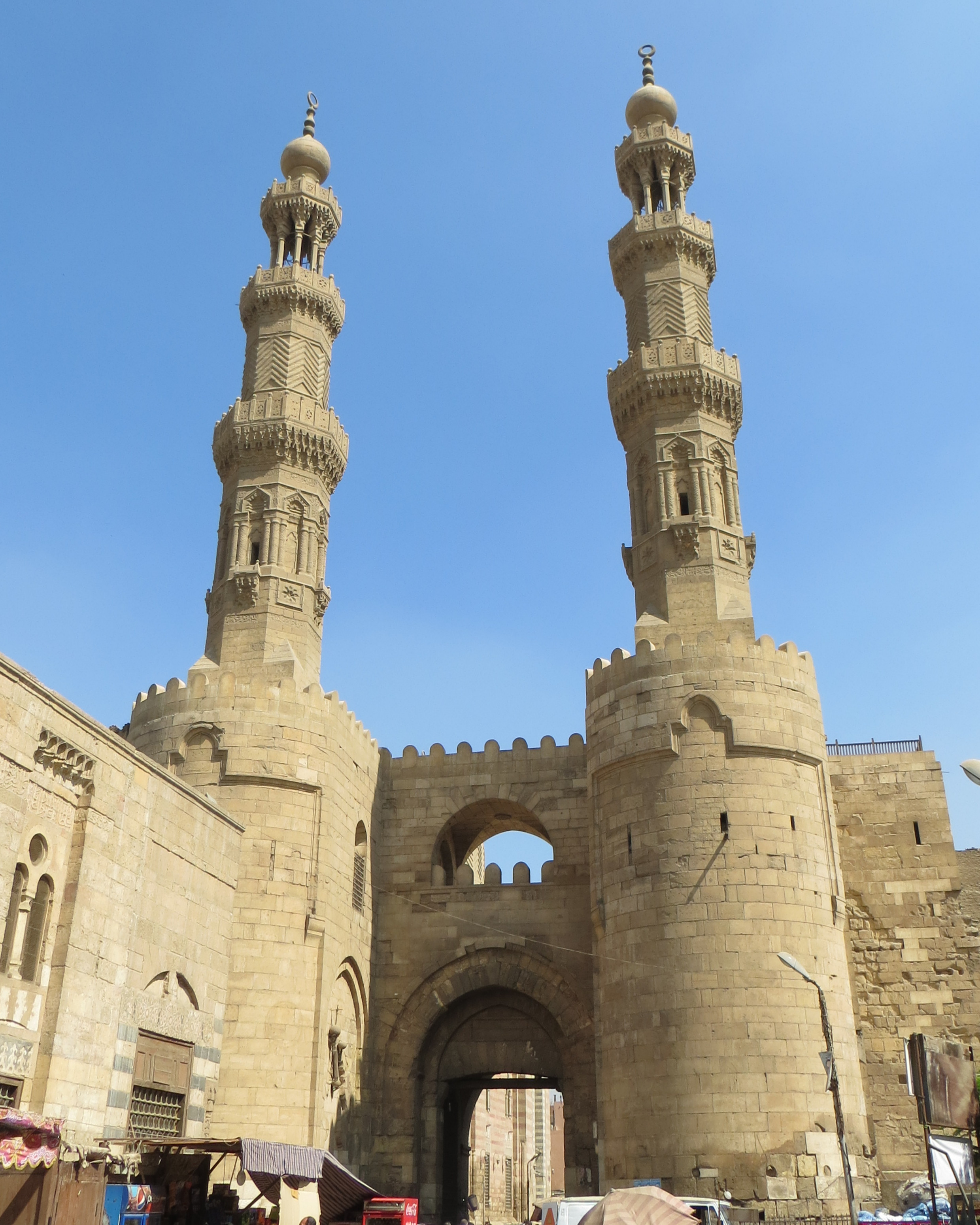
Das Bab Zuweila mit den beiden Minaretten auf den Tortürmen (Blick von Süden)

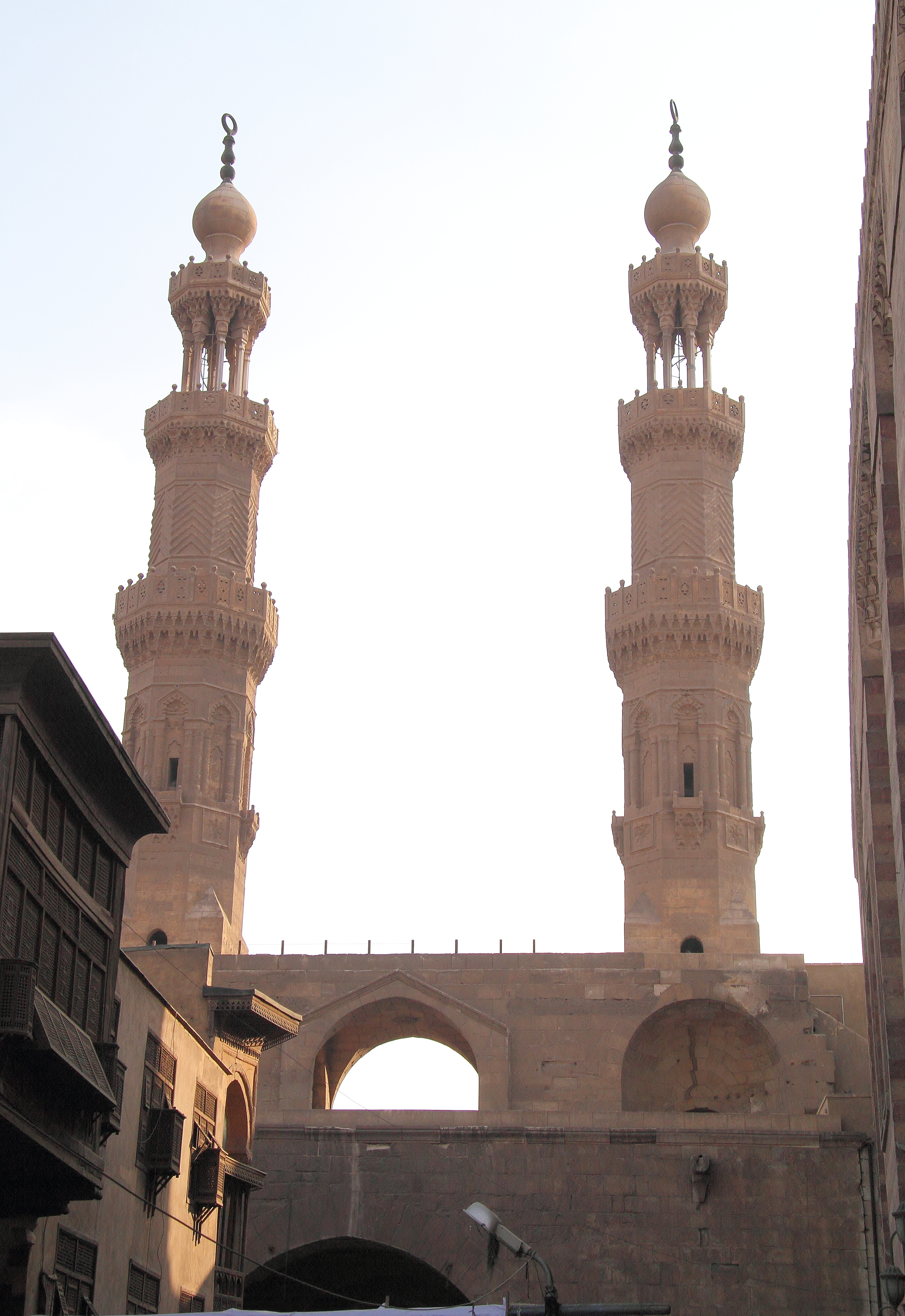
Innenseite des Bab Zuweila (Blick von Norden) mit der unüblichen Giebelkonstruktion

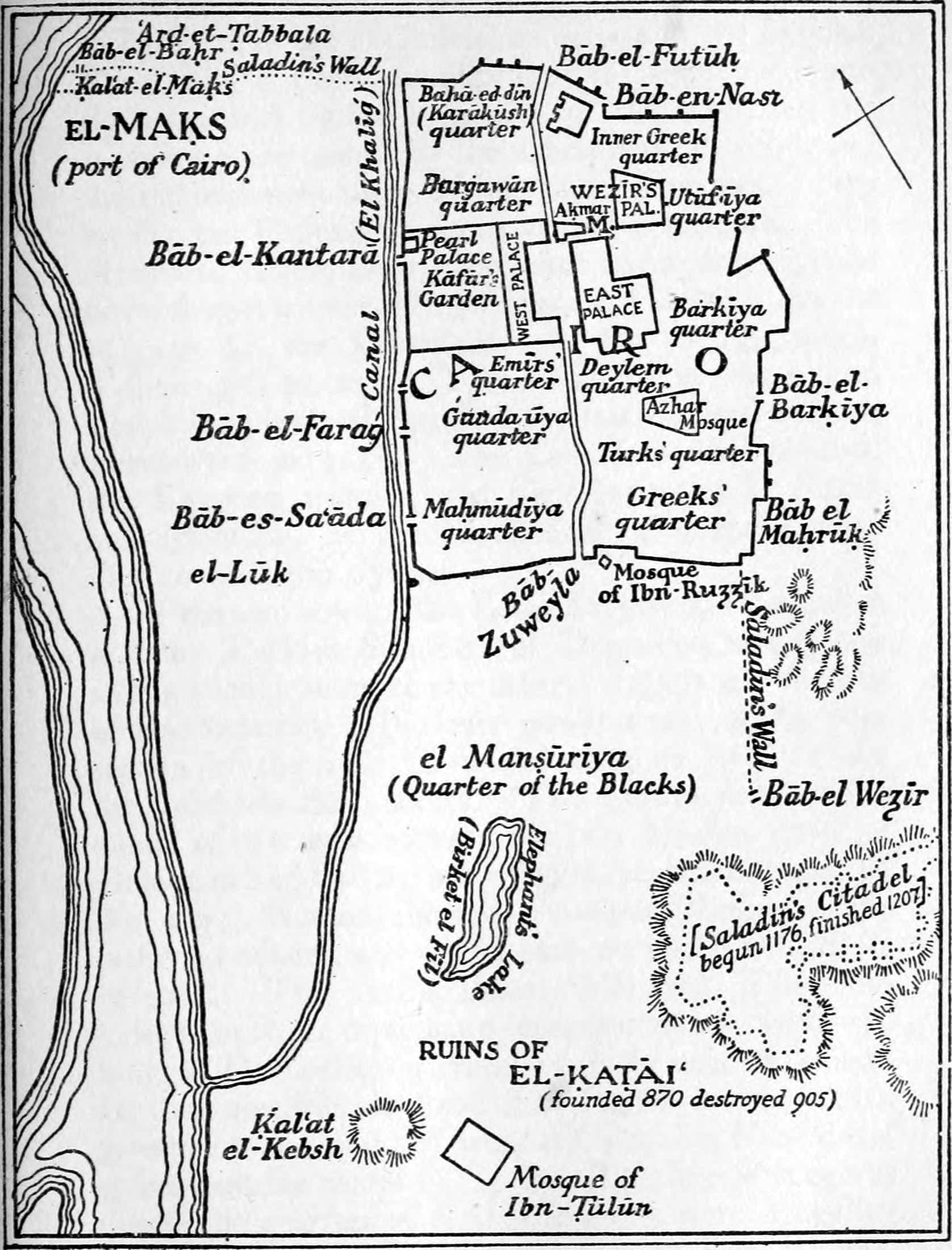
Karte des mittelalterlichen Kairo und Umgebung mit dem „Bab Zuweyla“ in der Mitte des Bildes

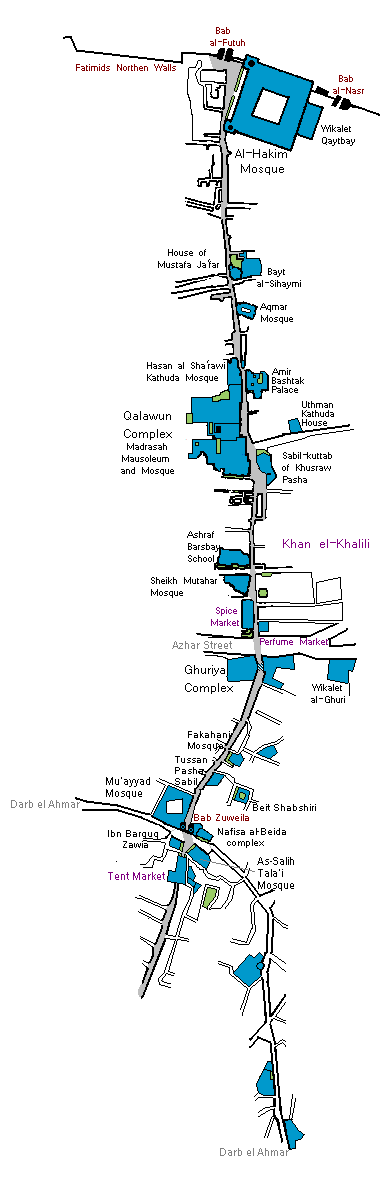
Die heutigen Sehenswürdigkeiten des alten al-Qahira mit dem Bab Zuweila im Süden der al-Muizz-Straße

Das Bab Zuweila (auch Bab Zuwayla oder Bab Zawila; arabisch باب زويلة, DMG Bāb Zuwaila) ist eines der drei heute noch erhaltenen Stadttore der mittelalterlichen Stadt al-Qahira, die als im Jahre 969 nach Christus gegründete Palaststadt der Fatimiden-Dynastie namensgebend für das heutige Kairo, die Hauptstadt Ägyptens, geworden ist. Durch die mehrere Jahrhunderte nach seiner Errichtung auf seine beiden Tortürme gestellten Minarette, die zur benachbarten Moschee des Mamluken-Sultans al-Mu'aiyad Schaich gehören, erhält das Tor eine beeindruckende Größe und typische Gestalt, die es zu einer bedeutenden Sehenswürdigkeit und zu einem Wahrzeichen von Kairo werden ließen. Im Gegensatz zu den beiden anderen erhaltenen Toren, dem Bab al-Futuh und dem Bab an-Nasr, die nach Norden aus der Stadt führen, bildet das Bab Zuweila einen Weg nach Süden. Seinen Namen erhielt das Tor von einem Volksstamm aus dem Westsudan, von dem die Soldaten stammten, die ursprünglich mit seiner Bewachung beauftragt worden waren und deren Wohngebiet im Südwesten von al-Qahira lag. Grausige Berühmtheit erlangte das Tor auch durch die Tatsache, dass im Mittelalter das Gefängnis von al-Qahira in unmittelbarer Nachbarschaft des Tores lag. Deshalb wurde der verkehrsreiche Platz unmittelbar vor dem Tor für Hinrichtungen verwendet, aber auch für die Zurschaustellung der Leichen oder der Köpfe der Hingerichteten.

## Stadtgründung: Erste Mauer und erste Tore
Nach der Eroberung Ägyptens durch den Fatimiden-Feldherrn Dschauhar as-Siqillī im Jahre 969, beschloss sein Herr, der bisher in Kairuan (Tunesien) residierende Fatimiden-Kalif al-Muizz li-Din Allah, seine Residenz nach Ägypten zu verlegen. Der siegreiche Feldherr wurde beauftragt, für seinen Herrn in der Nähe der bisherigen ägyptischen Hauptstadt al-Fustat eine neue Palaststadt zu errichten. Nordöstlich von al-Fustat ließ Dschauhar ab dem Jahre 970 die Stadt al-Qahira mit Palästen, Gärten und Wohnquartieren für die Würdenträger und Soldaten der Besatzungsmacht bauen, die er mit einer Mauer aus Lehmziegeln umschloss. Durch diese Mauer führten mehrere Tore in alle Richtungen. Nach Süden wurde ein Doppeltor gebaut, damals „Abouab Zuweila“ genannt (die Zuweila-Tore, im Plural).
Als der siegreiche Kalif al-Muizz im Jahre 973 seine neue Palaststadt feierlich in Besitz nahm, zog er von Süden durch das rechte Zuweila-Tor, während die Volksmenge durch das linke Tor in die Stadt strömte. Später geriet das linke Tor durch Aberglauben der Bevölkerung in Verruf und wurde schließlich sogar zugemauert.
Im Zentrum der neuen Palast- und Garnisonsstadt al-Qahira lag ein großer Platz, der „zwischen zwei Palästen“ (arabisch: „Baina al-Qasrain“) angelegt worden war. Durch den Platz führte die Hauptstraße von al-Qahira, die vom Bab al-Futuh im Norden bis zum Bab Zuweila im Süden führte. Diese Straße wurde von den Kalifen für prunkvolle Paraden und Umzüge genutzt. Und wenn der Kalif mit seinem Gefolge zu offiziellen Anlässen die Stadt in Richtung Süden verließ, durchquerte er das Bab Zuweila.
Diese damalige Hauptverkehrsachse ist heute als al-Muizz-Straße aufgrund der vielen hier gelegenen islamischen Baudenkmäler eine bedeutende Touristen-Attraktion in Kairo.

## Neue Stadtmauer des Badr al-Dschamali
Im 11. Jahrhundert geriet das Fatimidenreich in ernste Schwierigkeiten. Ein Staatsbankrott und verschiedene Aufstände brachten das Reich an den Rand der Auflösung. Die Seldschuken hatten militärische Erfolge und konnten sogar für zwei Jahre al-Qahira besetzen. In dieser Situation erhielt der Statthalter von Damaskus Badr al-Dschamali vom Kalifen al-Mustansir weitreichende Sondervollmachten und damit eine De-facto-Regentschaft. Er war dabei sehr erfolgreich und konnte die Seldschuken aus Ägypten vertreiben. Zusätzlich reorganisierte er die Staatsverwaltung sowie das Finanzwesen und beförderte die Binnenwirtschaft und den Außenhandel. Dabei war er ein großer Bauherr und schuf beeindruckende Architektur. Eine seiner Leistungen war 1087 eine völlig neue Steinmauer um al-Qahira, die die alte Lehmziegelmauer ersetzte und weitere Angriffe der Seldschuken abwehren sollte. Die neue Mauer verlief im Wesentlichen knapp außerhalb der bisherigen Mauer mit wenigen Erweiterungen. So umfasste sie nun im Norden die al-Hakim-Moschee, die bisher außerhalb der Mauer gestanden hatte. Im Süden verlief die neue Mauer ein bedeutendes Stück weiter südlich, wodurch die Stadt um einen breiten Streifen erweitert wurde. Hier entstand auch um 1091/1092 im byzantinischen Stil das neue Bab Zuweila, das das alte Doppeltor ersetzte und noch heute zu sehen ist. Das Tor ist flankiert von zwei halbkreisförmigen Tortürmen. Zwischen den Türmen oberhalb des Durchgangs befindet sich auf der Südseite eine Loggia für zeremonielle Orchester, die feierliche Umzüge des Herrschers durch Musik ankündigten. Auf der Stadtseite des Tores befindet sich eine für die islamische Architektur vollkommen unübliche Giebelkonstruktion. Nach Ansicht von Architekturhistorikern zeigen diese Merkmale den byzantinischen Stil. Der Kairener Historiker al-Maqrīzī berichtet, dass Badr al-Dschamali mit dem Bau der drei neuen Tore (Bab Zuweila, Bab al-Futuh, Bab an-Nasr) drei christliche Mönche aus Edessa in Ostanatolien beauftragt hatte, die vor den Seldschuken nach al-Qahira geflohen waren.
Im 12. Jahrhundert erbaute der Ayyubiden-Sultan Saladin zur Abwehr der Kreuzritter eine weitere große Mauer, die al-Qahira sowie die früheren Palaststädte al-Fustat, al-Qatai und al-Askar als Ganzes umschließen sollte. Dieser Mauerring wurde jedoch niemals vollendet und hatte auch keine baulichen Auswirkungen auf das Bab Zuweila. Er gilt aber aufgrund seiner zusammenfassenden Wirkung als Gründung des heutigen Kairo.
Unter den späteren Mamluken-Sultanen werden zum ersten Mal das Gefängnis am Bab Zuweila und die Hinrichtungen außerhalb des Tores erwähnt. Die historisch folgenreichsten Exekutionen an dieser Stelle waren vermutlich die Enthauptungen der sechs Gesandten, die vom mongolischen Feldherrn Hülegü geschickt worden waren, um den Mamluken-Sultan Qutuz aufzufordern, Ägypten kampflos zu übergeben. Die Folge war am 3. September 1260 die Schlacht bei ʿAin Dschālūt in Palästina, bei der die Mamluken zum ersten Mal in der Geschichte der mongolischen Eroberungszüge ein mongolisches Heer schlagen konnten. Das mamlukische Ägypten war damals das einzige Land im Nahen Osten, das eine mongolische Invasion verhindern konnte. Auch spätere Eroberungsversuche mongolischer Dynastien (siehe Ilchane) scheiterten.

## Die Minarette des al-Mu'aiyad Schaich
Im 15. Jahrhundert erbaute der Mamluken-Sultan al-Mu'aiyad Schaich seine Grabmoschee zusammen mit weiteren gemeinnützigen öffentlichen Einrichtungen an der Stelle des Gefängnisses am Bab Zuweila (siehe Grabkomplex des al-Mu'aiyad Schaich). Der Historiker und Zeitgenosse al-Maqrīzī berichtet, dass al-Mu'aiyad während seiner Karriere in der Mamluken-Hierarchie im Rahmen der üblichen inneren Auseinandersetzungen zeitweise in diesem Gefängnis eingekerkert gewesen sei. Er habe damals ein Gelübde abgelegt, er werde an dieser Stelle eine Moschee errichten, falls er lebend dem Gefängnis entkommen würde. Er wurde tatsächlich freigelassen und seine weitere Karriere verlief sehr erfolgreich.
Die architektonische Besonderheit dieser neuen Moschee bestand aus der Idee, zwei der drei Minarette auf die beiden Tortürme des Bab Zuweila zu setzen. So erhielt das Tor sein heutiges Aussehen.
Beide Minarette haben über ihrem Eingang, der vom Dach des Tores in das Minarett führt, je eine Inschrift, die auf den Erbauer hinweist. Die Inschrift auf dem östlichen Minarett besagt, dass der Baumeister Muhammad Ibn al-Qazzaz den Bau dieses Minaretts im August 1419 fertiggestellt habe. Die Inschrift auf dem westlichen Minarett gibt an, dass beide Minarette im August 1420 vollendet worden seien. Es wird angenommen, dass pro Minarett eine Bauzeit von etwa einem Jahr zu veranschlagen ist. Dies ist für mamlukische Verhältnisse eher langsam, kann aber damit erklärt werden, dass der Bau der Minarette auf dem vorhandenen fatimidischen Tor eine besondere architektonische Herausforderung darstellte.

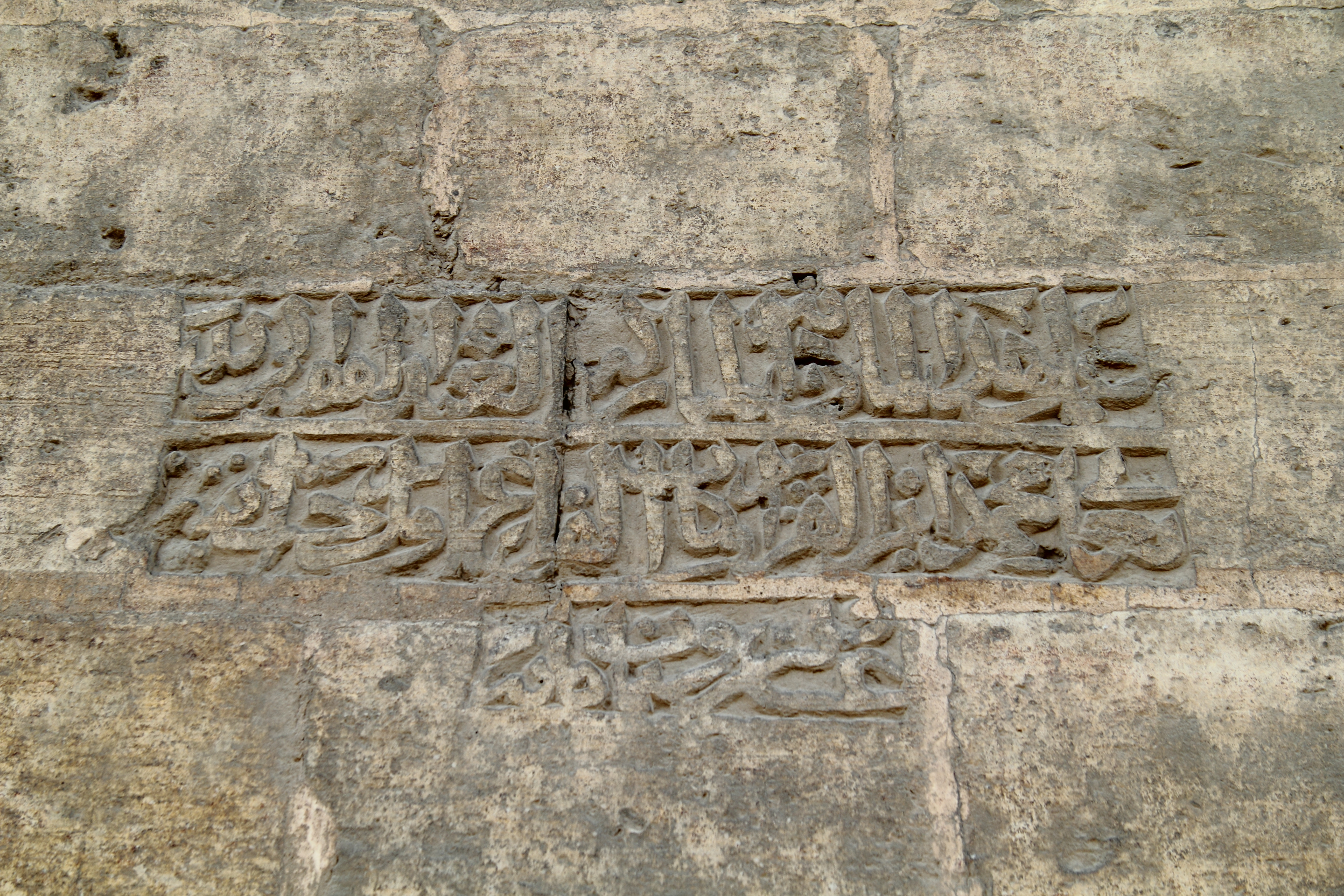
Inschrift auf dem östlichen Minarett
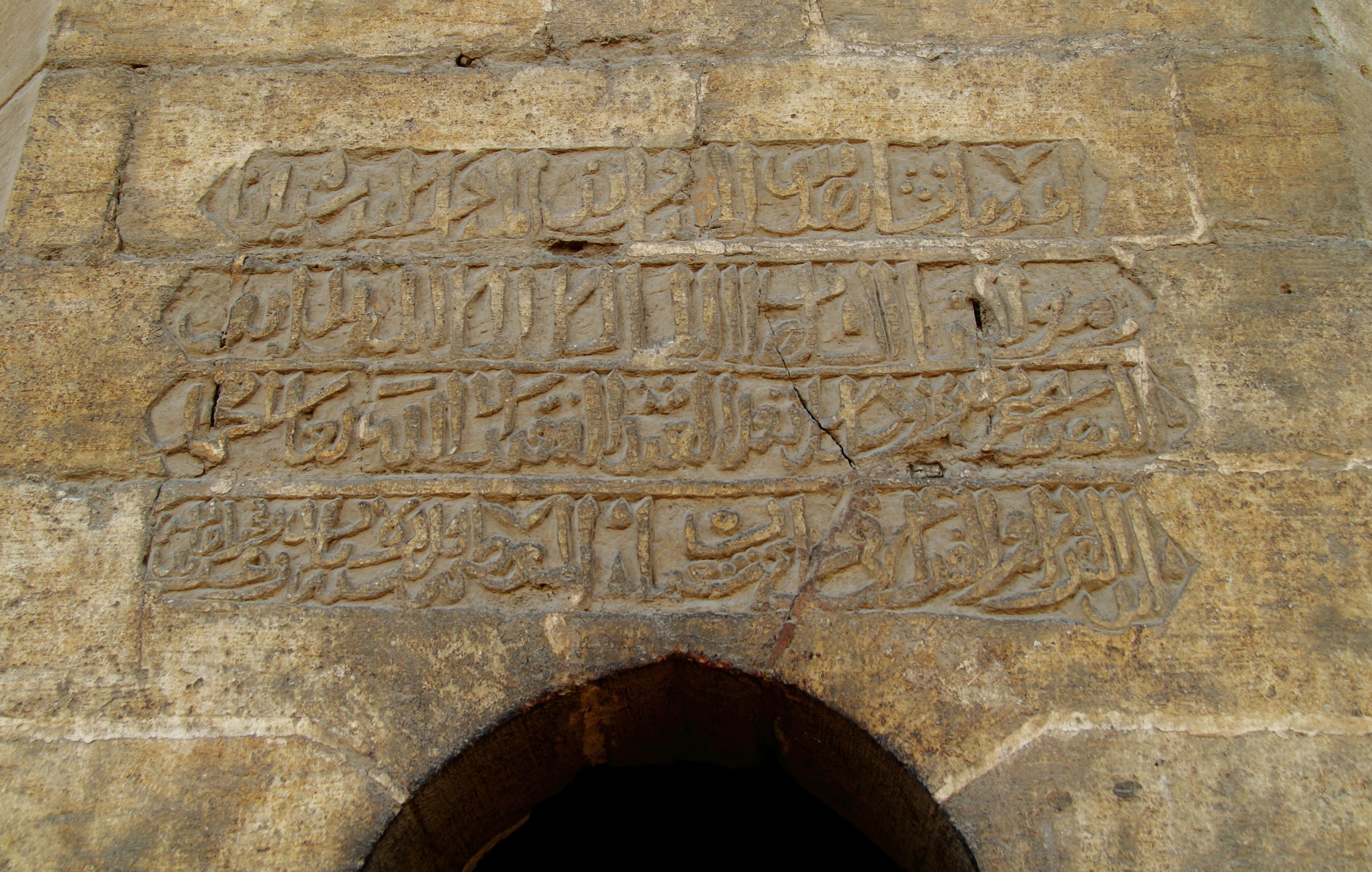
Inschrift auf dem westlichen Minarett

Die Mamluken konnten Ägypten bis 1517 beherrschen, dann eroberten die türkischen Osmanen das Land und erhängten den letzten Mamlukensultan Tuman Bay am Bab Zuweila.

## Die Sehenswürdigkeit: Das Bab Zuweila im modernen Kairo
Das Bab Zuweila ist heute touristisch erschlossen und kann gegen Eintritt besichtigt werden. Dazu kann der Besucher die Plattform des alten Stadttores und die beiden Minarette besteigen.